# Colias philodice
Colias philodice is een vlindersoort uit de familie van de Pieridae (witjes), onderfamilie Coliadinae.
De soort komt voor in Noord-Amerika.
Colias philodice werd in 1819 beschreven door Godart.